# Florencia Ventura
Florencia Ventura (Bariloche, Río Negro; 21 de junio de 1990), conocida como Flor Ventura, es una conductora de televisión, actriz y modelo argentina. Se hizo conocida por conducir el programa de televisión Los 15 mejores del canal de cable Quiero música en mi idioma, junto a Juani Martinez. Es considerada por muchos como una de las mujeres más hermosas de la Argentina.
Participó en el video musical de la canción y sencillo «Si tu novio te deja sola» del cantante colombiano de reguetón J Balvin en colaboración con el cantante puertorriqueño de música trap Bad Bunny, que fue publicada el 3 de marzo de 2017, la cual cuenta con más de 972 millones de visitas en la plataforma de YouTube.

## Carrera
Debutó como conductora de televisión el 1 de julio de 2012, en el programa Los 15 mejores del canal de cable Quiero música en mi idioma. A finales del año 2013 empezó a ser panelista del programa de televisión Desayuno americano conducido por Pamela David. En 2014 fue cronista del programa argentino Combate.
En enero del año 2017, la modelo posó para la portada de la revista Playboy.
En 2019, fue desvinculada a la modelo Alejandra Martínez para conducir El garage por El Trece, pero a fines de ese año fue reemplazada por la conducción de El garage de la modelo y periodista María Amalia Díaz Guiñazú.

## Televisión
| Año         | Programa                  | Canal                      | Rol                   |
| ----------- | ------------------------- | -------------------------- | --------------------- |
| 2012 - 2014 | Los 15 mejores            | Quiero música en mi idioma | Conductora            |
| 2013 - 2014 | Desayuno americano        | América TV                 | Panelista             |
| 2014        | Combate                   | Canal 9                    | Cronista              |
| 2014 - 2016 | Premios Quiero            | Quiero música en mi idioma | Conductora            |
| 2017        | Fanny la fan              | Telefe                     | Irene                 |
| 2018        | Winter News               | Fox Sports                 | Conductora            |
| 2019        | Millennials               | Net TV                     | Jimena Montes         |
| 2019        | El garage                 | El Trece                   | Conductora            |
| 2022 - 2023 | Musipedia                 | Quiero música en mi idioma | Conductora            |
| 2023        | El hotel de los famosos 2 | El Trece                   | Participante/Abandona |